# Тушинкі
Тушинкі (пол. Tuszynki) — село в Польщі, у гміні Буковець Свецького повіту Куявсько-Поморського воєводства.
Населення — 179 осіб (2011).
У 1975-1998 роках село належало до Бидгощського воєводства.

## Демографія
Демографічна структура станом на 31 березня 2011 року:
|          | Загалом | Допрацездатний вік | Працездатний вік | Постпрацездатний вік |
| -------- | ------- | ------------------ | ---------------- | -------------------- |
| Чоловіки | 96      | 25                 | 66               | 5                    |
| Жінки    | 83      | 24                 | 46               | 13                   |
| Разом    | 179     | 49                 | 112              | 18                   |